# Cyphura subsimilis
Cyphura subsimilis är en fjärilsart som beskrevs av W. Warren 1902. Cyphura subsimilis ingår i släktet Cyphura och familjen Uraniidae. Inga underarter finns listade i Catalogue of Life.